# Fred Biletnikoff
Frederick S. "Fred" Biletnikoff (23 de fevereiro de 1943, Pensilvânia) é um ex-jogador de futebol americano que atuava como wide receiver e também é ex-treinador. Ele passou boa parte de sua carreira como profissional, como jogador ou treinador, pelo Oakland Raiders na National Football League. Biletnikoff se aposentou da NFL em 1978 e jogou na Canadian Football League com o Montreal Alouettes.